# Benedekffi Samu
Benedekffi Samu (Nagykede, 1915. október 29. –  Budapest, 2014. március 24.[forrás?]) magyar lelkész és költő.

## Életútja
A székelykeresztúri unitárius gimnázium s a kolozsvári református teológia elvégzése után lelkész volt Lupényban és Petrilla-Lónyán. Egyházi és világi lapokban cikkezett, mint fiatal költőt a Korunk is bemutatta, kifogásolva a falusi sorba való visszakívánkozás elégikus szemléletét. Az 1940-es években Magyarországra költözött.

## Kötete
- Hívnak a földek : versek. (Kolozsvár, 1938).